# Suminia
Suminia és un gènere extint de teràpsids anomodonts que visqueren en el Permià superior, fa uns 260 milions d'anys. Va ser descobert a Kotélnitx, al marge del riu Viatka (Rússia). El gran desgast de les dents suggereix que era herbívor i que menjava vegetals amb un elevat contingut en sílice. Les seves restes fòssils suggereixen que era arborícola. És el tàxon germà d'Eodicynodon.